# Архангело-Михайлівський Звіринецький монастир
Арха́нгело-Миха́йлівський Звірине́цький монасти́р — гуртожитній чоловічий монастир УПЦ (МП) у Києві, на Звіринці. Заснований 2009 року на основі відродженого скита Звіринецьких печер. Включає підземний печерний комплекс та наземні споруди на території колишніх приватних садиб по Ломаківській вулиці, 20 і 22.

## Відродження скиту
Після того, як засновану та облаштовану у 1910-х роках обитель на Звіринецьких печерах було у 1934 році ліквідовано, стародавній печерний комплекс тривалий час не відвідувався й був занедбаний. У 1990 році поновилося його наукове та релігійне вивчення. Святиню опікували відділ «Київ підземний» Музею історії Києва та Іонинський монастир, ченці якого відновили паломництва до печер (спершу за погодженням із приватними власниками). У 1997 році пройшла перша служба Божа у заново відкритому стародавньому підземному храмі Архангела Михаїла. Печери було перетворено на скит при Іонинській обителі, яка призначала для них блюстителя.

## Заснування та забудова монастиря
Ще у 2007 році на викуплених ділянках по вулиці Мічуріна (згодом Ломаківська) було розпочато будівництво нових кам'яних наземних споруд скита (за проектом ПП «Архітектурна майстерня», архітектор Ольга Кругляк). У їхньому об'ємно-просторовому втіленні використано візантійську стилістику, запозичено мотиви храмів Афону.
У липні 2009 року обитель отримала статус чоловічого монастиря, для якого будівництво було продовжене. На 2013 рік налічувалося 7 насельників. Прохід прочан до обителі організовано як з вулиці, так і від території Національного ботанічного саду; паломництва здійснюються щоденно за спеціальним розкладом.

## Наземні споруди комплексу

### Храм Преподобних Звіринецьких
Споруджений у 2007—2010 роках над входом до печер. Зовнішній вигляд та інтер'єр однобанного храму (зокрема, оригінальний вапняковий іконостас) нагадують стародавню візантійську архітектуру.

### Соборний храм Ікони Божої Матері «Усіх скорботних Радість»
Храм 3-банний з прибудованою дзвіницею, оформлений за мотивами давньорусько-візантійського зодчества. Головний вівтар передбачалося освятити на честь Різдва Богородиці, та під час будівництва було вирішено присвятити його Іконі Божої Матері «Всіх скорботних Радості». За станом на 2014 рік будівництво було завершене і тривали опоряджувальні роботи в інтер'єрах. Всередині храму було виконано мозаїчні композиції «Богородиця Оранта» (2014), «Архістратиг Михаїл» і «Іоанн Предтеча — Ангел пустелі» (2015). У цокольному приміщенні з квітня 2011 року ведуться богослужіння у нижньому приділі на честь Святителя Іоасафа Бєлгородського та Священномученика Іоасафа Могилевського; його освячення як особливого храму відбулося 2 грудня 2013 року.

### Воскресенський храм
Невелику однобанну церкву на честь Воскресіння Христового споруджено з південного боку від собору, впритул до підпірної стіни. Купольний хрест освячений 6 листопада 2015 року.

### Західний вхід
У 2015 році було завершено архітектурне оформлення входу до обителі й печер із західного боку, безпосередньо від вул. Ломаківської. Брама, стіна і вежа, обличковані каменем, збудовані в романтизованих формах зодчества Давньої Русі. Над аркою брами вміщено рельєфне зображення Архістратига Михаїла. При західному вході до печер влаштовано каплицю, над якою 21 листопада 2015 року освячено купольний хрест.

## Реліквії та пам'ятні поховання
Шановані ікони обителі — Божої Матері «Скоропослушниця» та «Всіх скорботних Радість».
У спеціальних ковчегах зберігаються мощі преподобномучеників Звіринецьких.
Пам'ятною табличкою біля підземного входу до печер позначено поховання історіографа Звіринецьких печер Івана Каманіна, померлого у 1921 році.

## Галерея

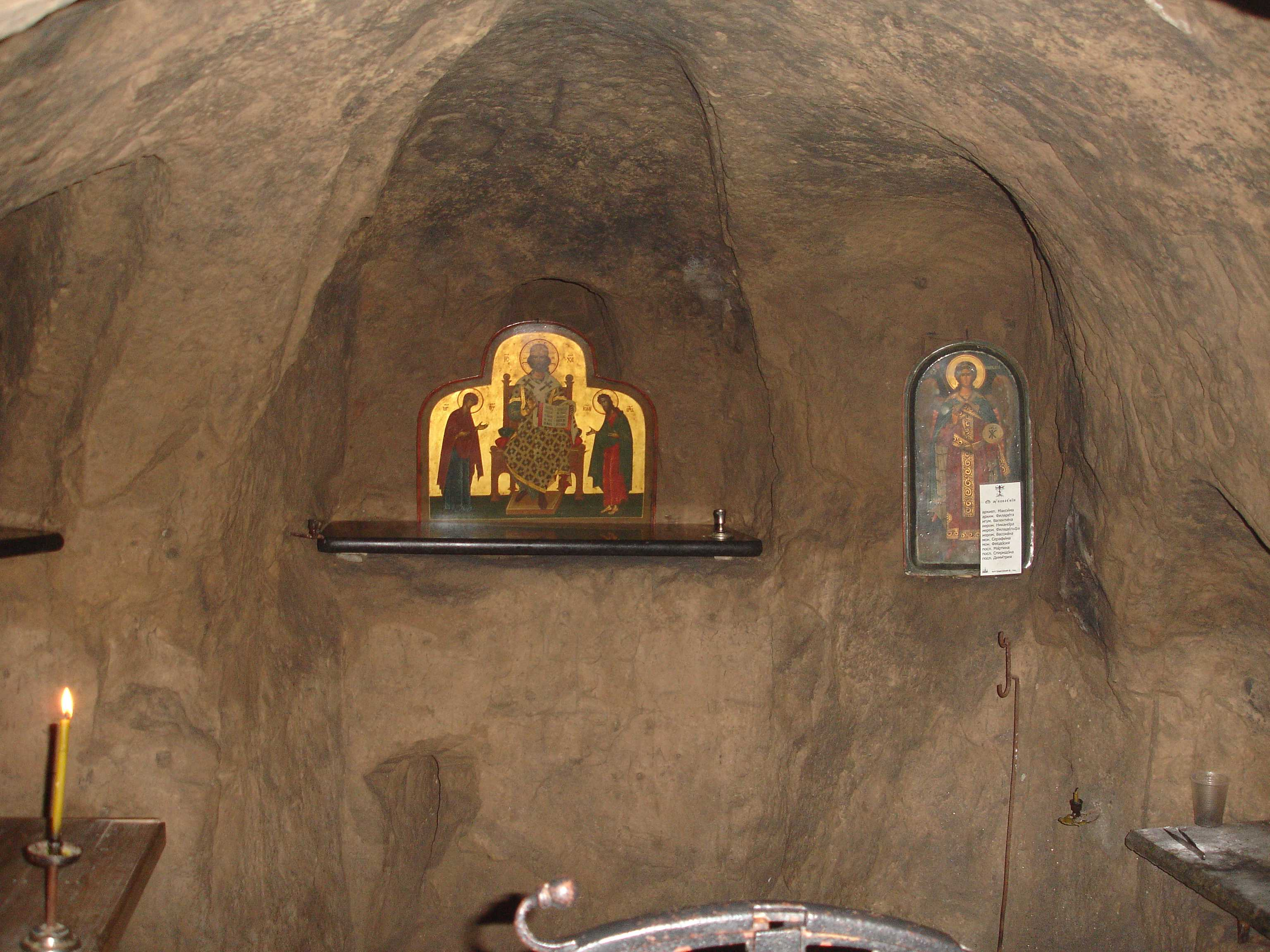
Підземна церква Архангела Михаїла
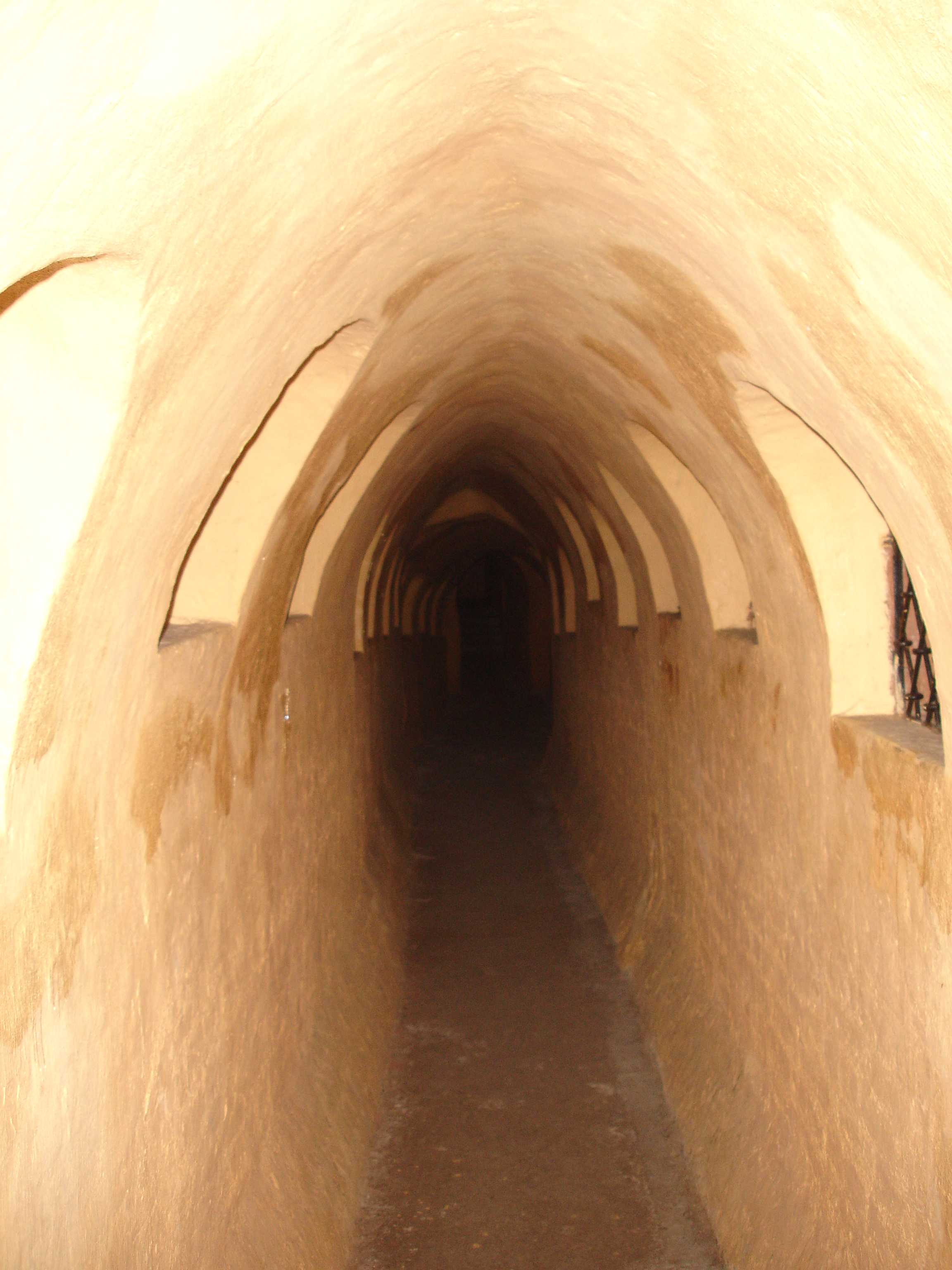
Підземна вулиця Звіринецької обителі
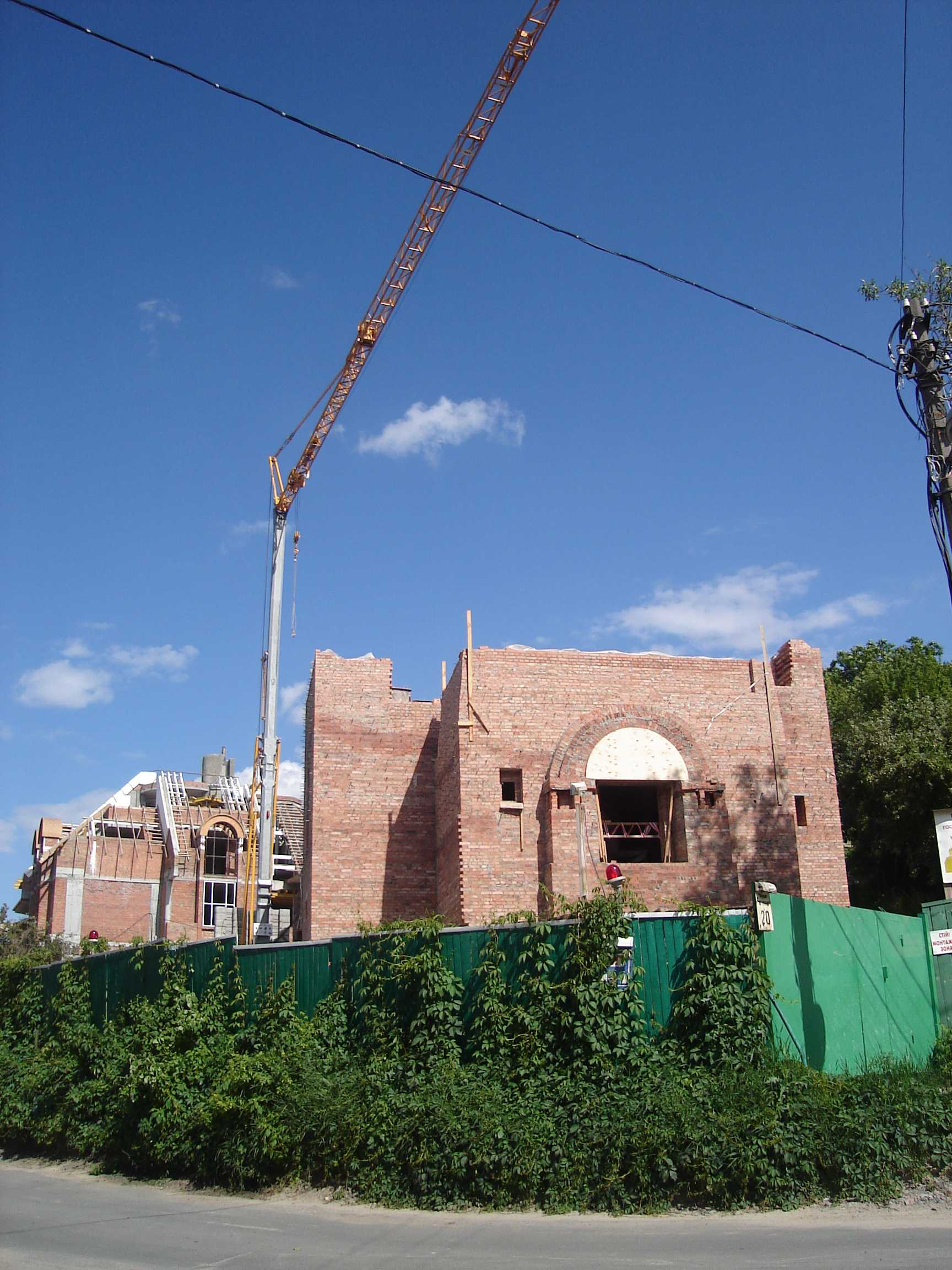
Будівництво наземних споруд на початковому етапі (2008)
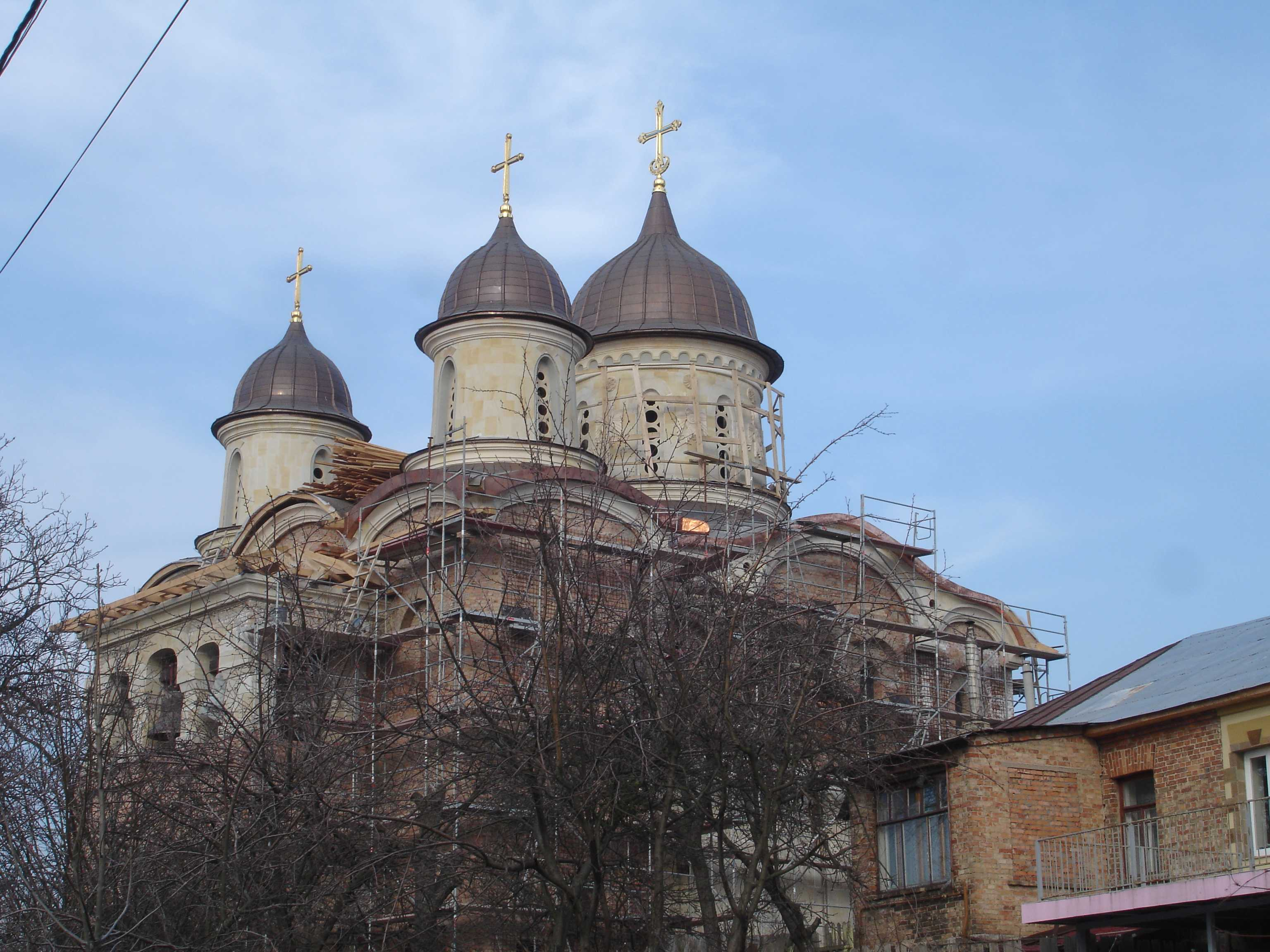
Собор Ікони Божої Матері «Усіх скорботних Радість» (2011)
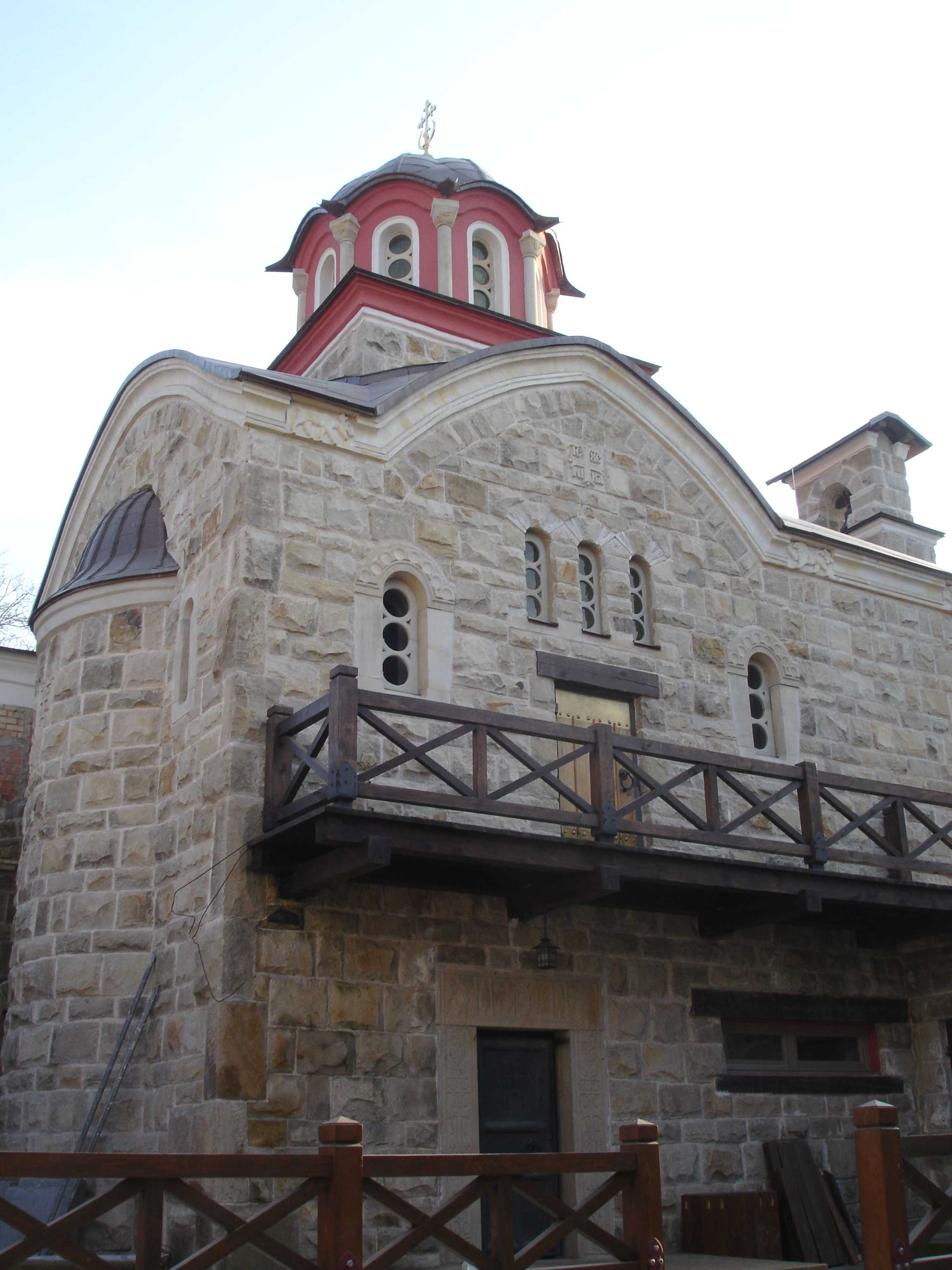
Храм Преподобних Звіринецьких: загальний вигляд
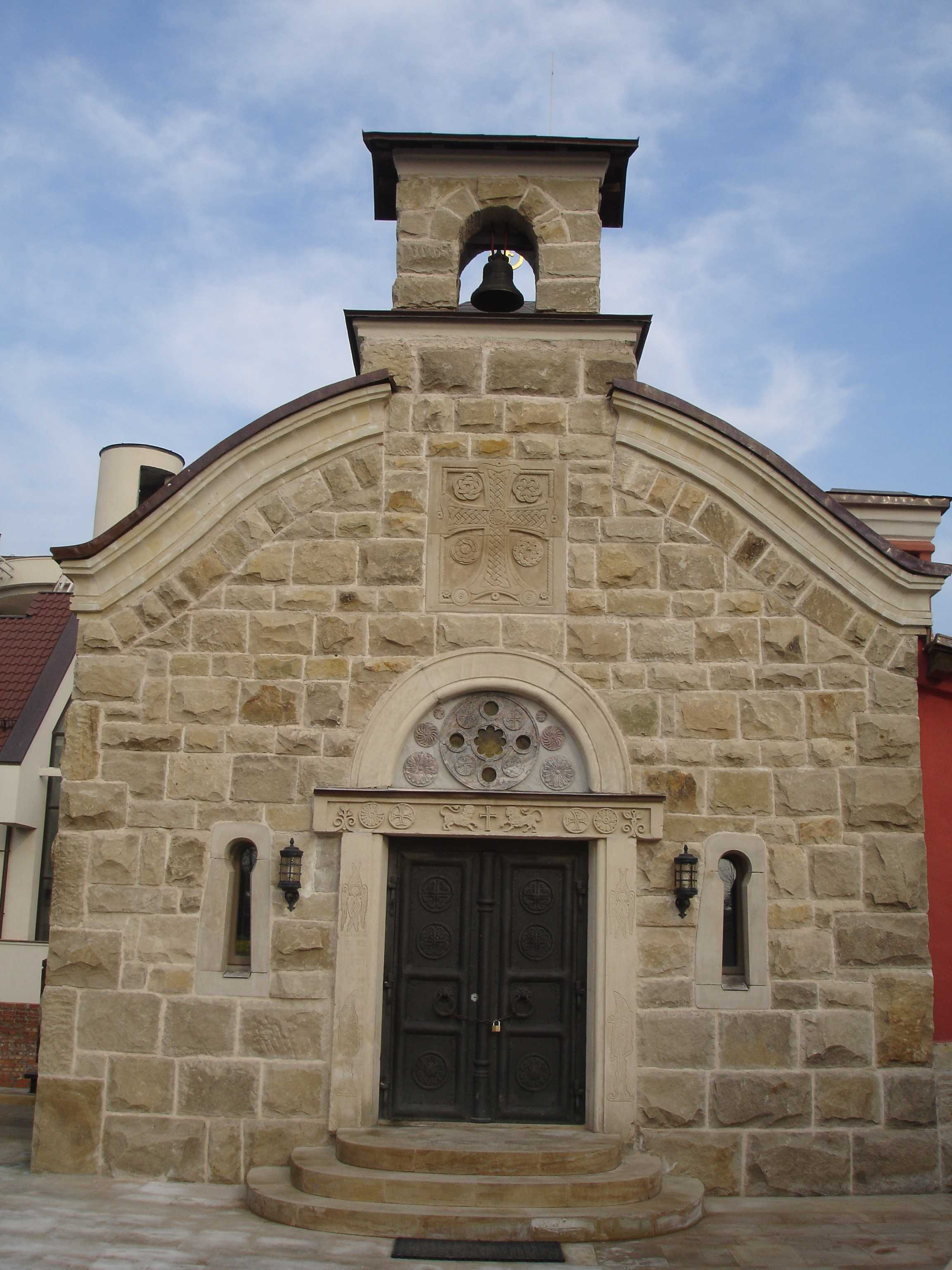
Храм Преподобних Звіринецьких: західний фасад і дзвіничка
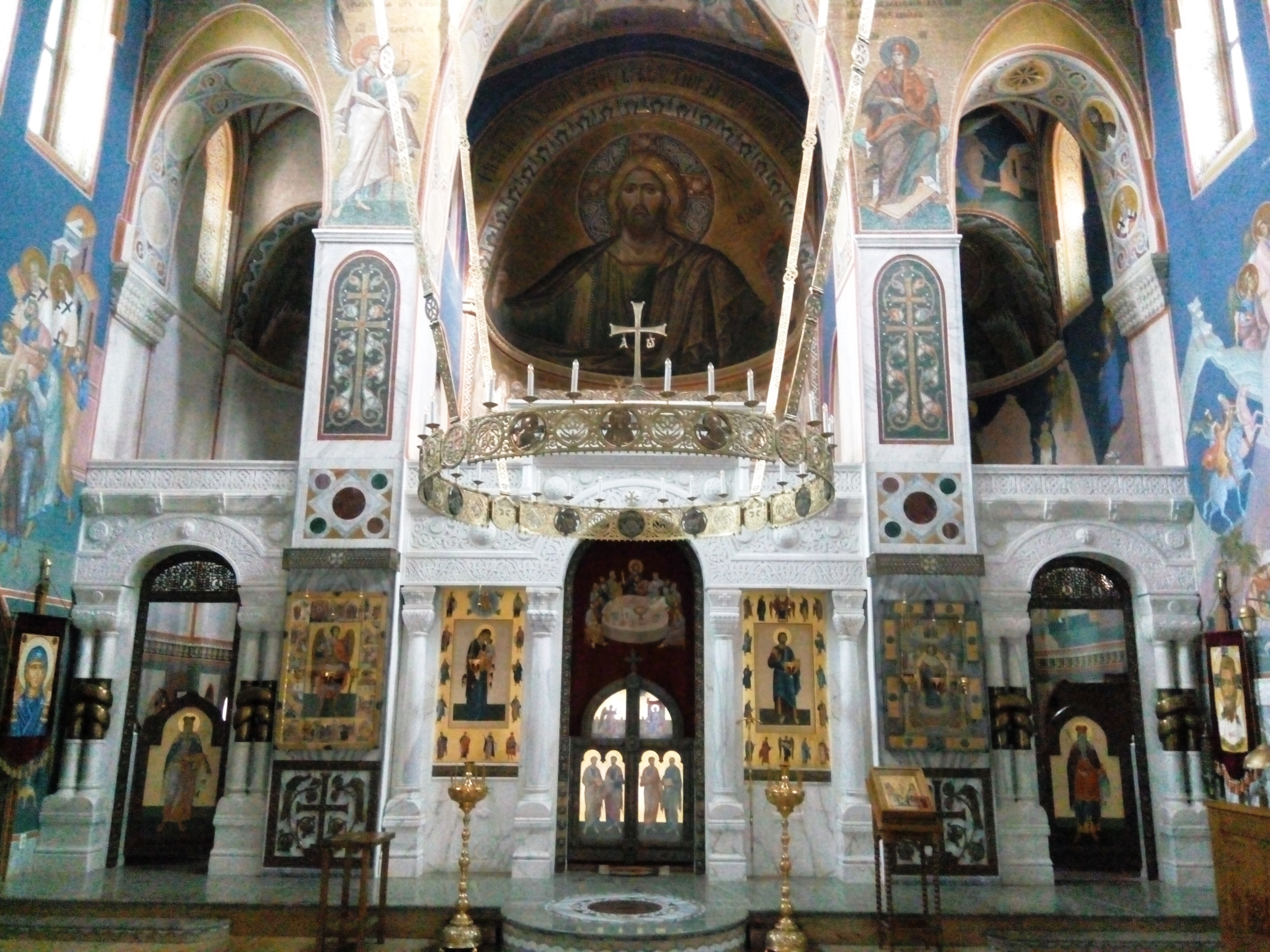
Внутрішній інтер'єр
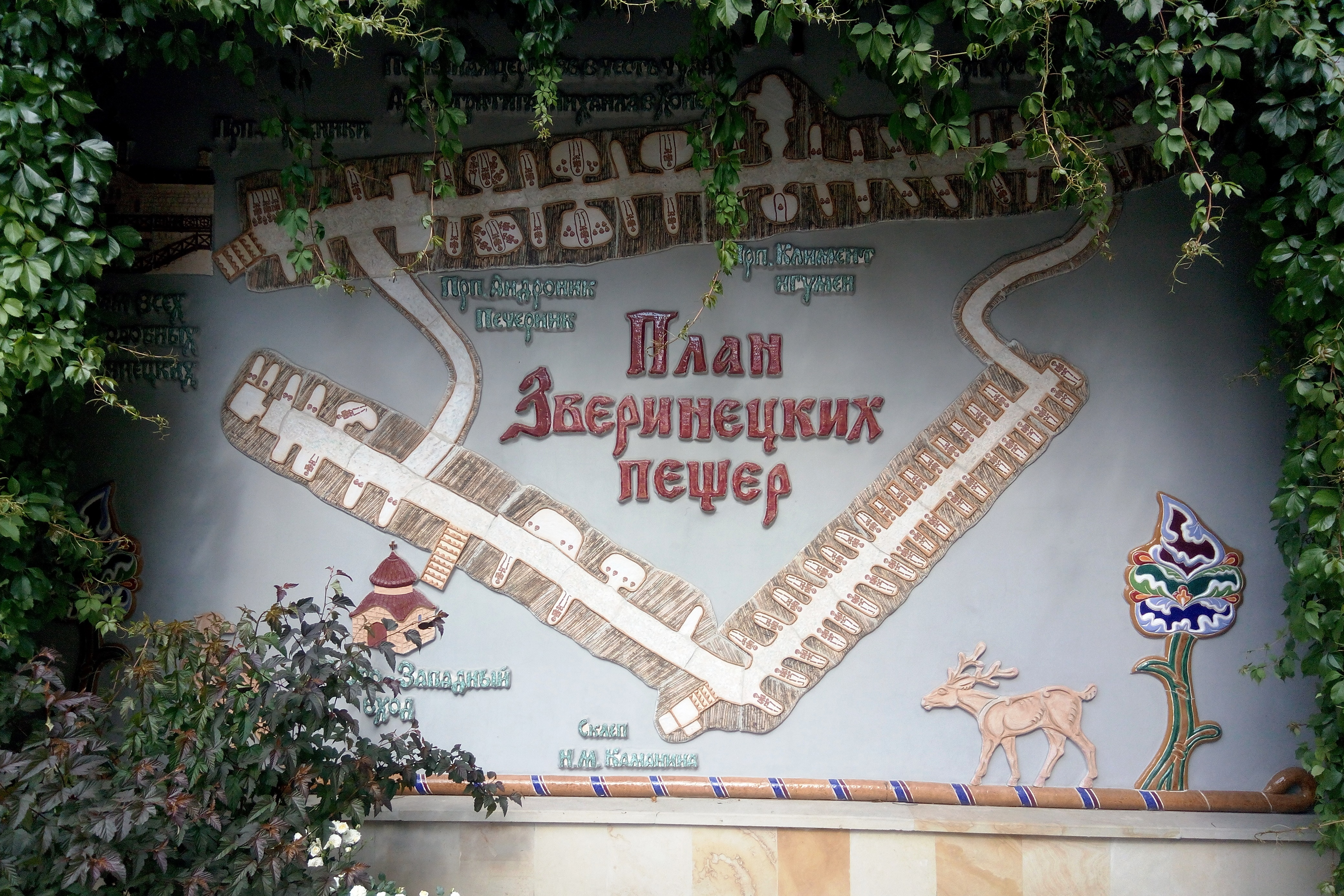
План Звіринецьких печер
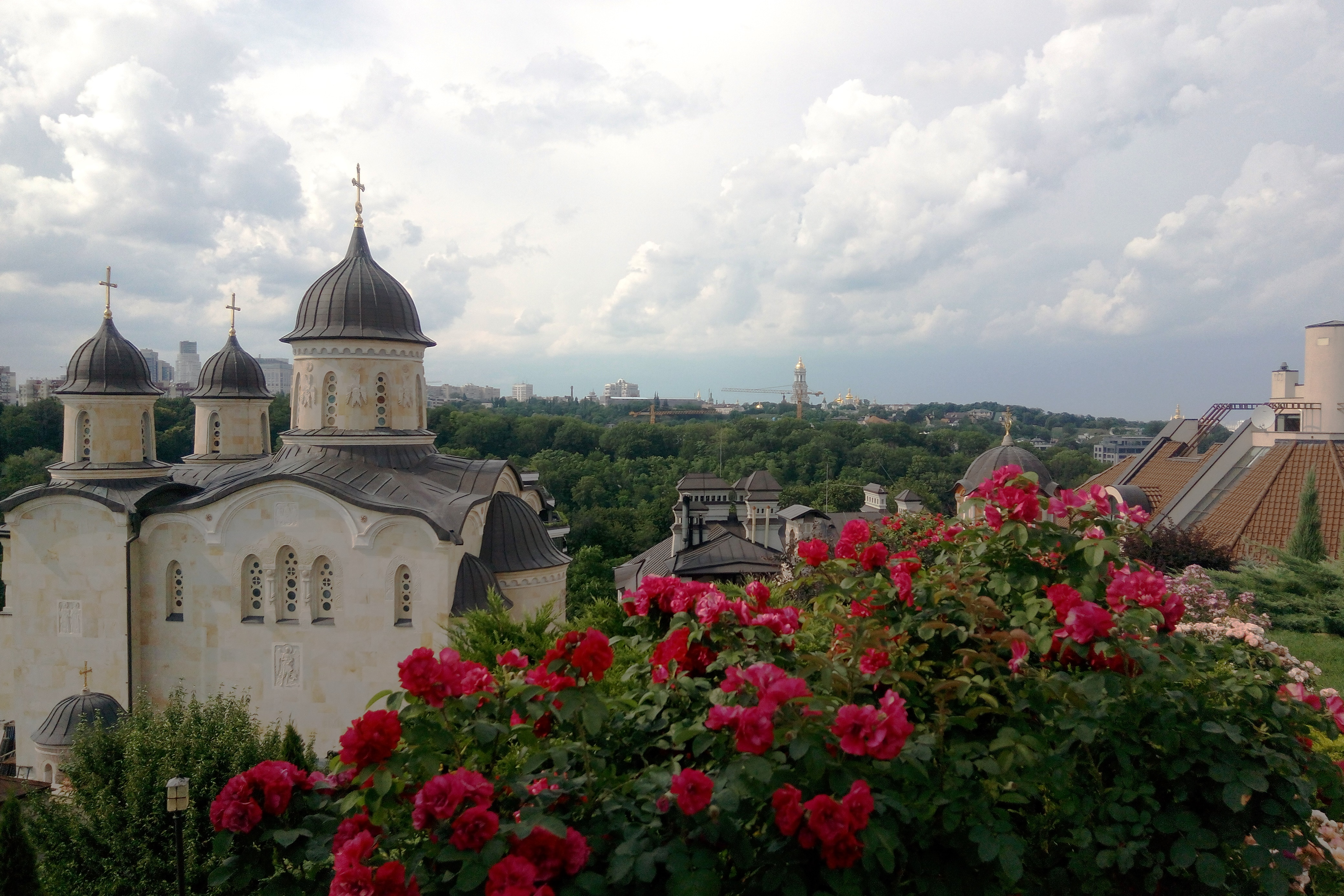
Вид на монастир
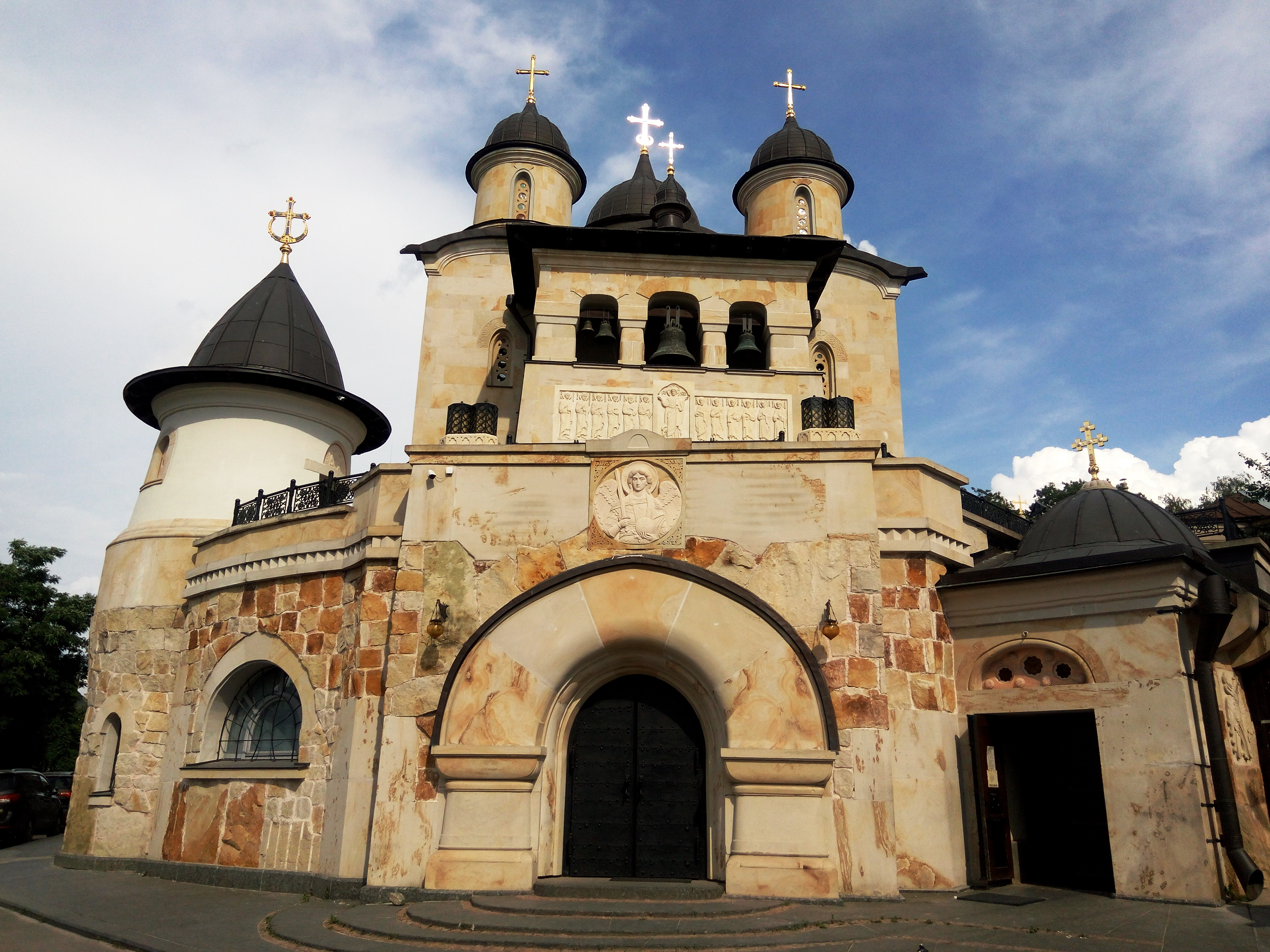
Західна брама після реконструкції, 2020 р.
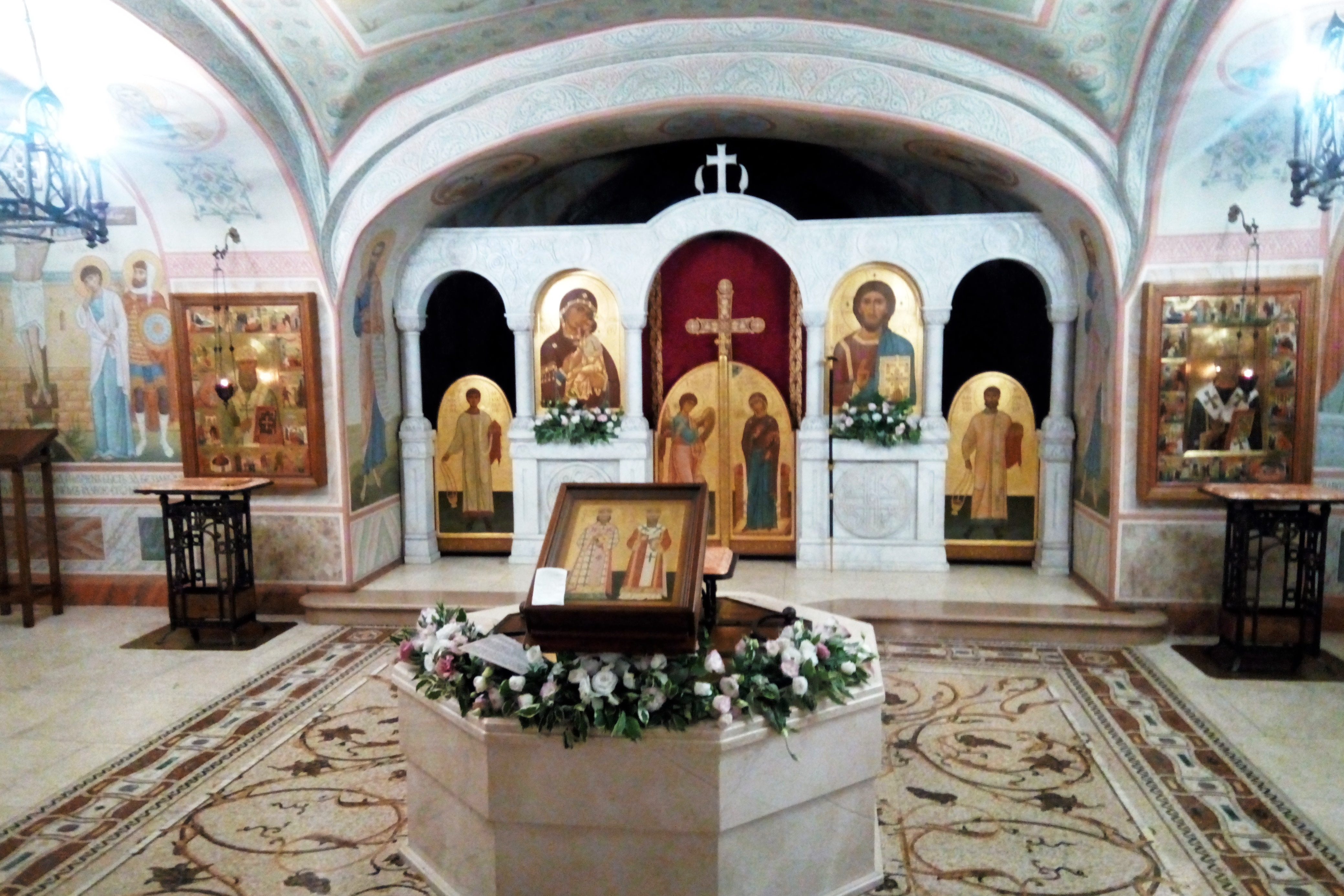
Іконостас нижнього храму
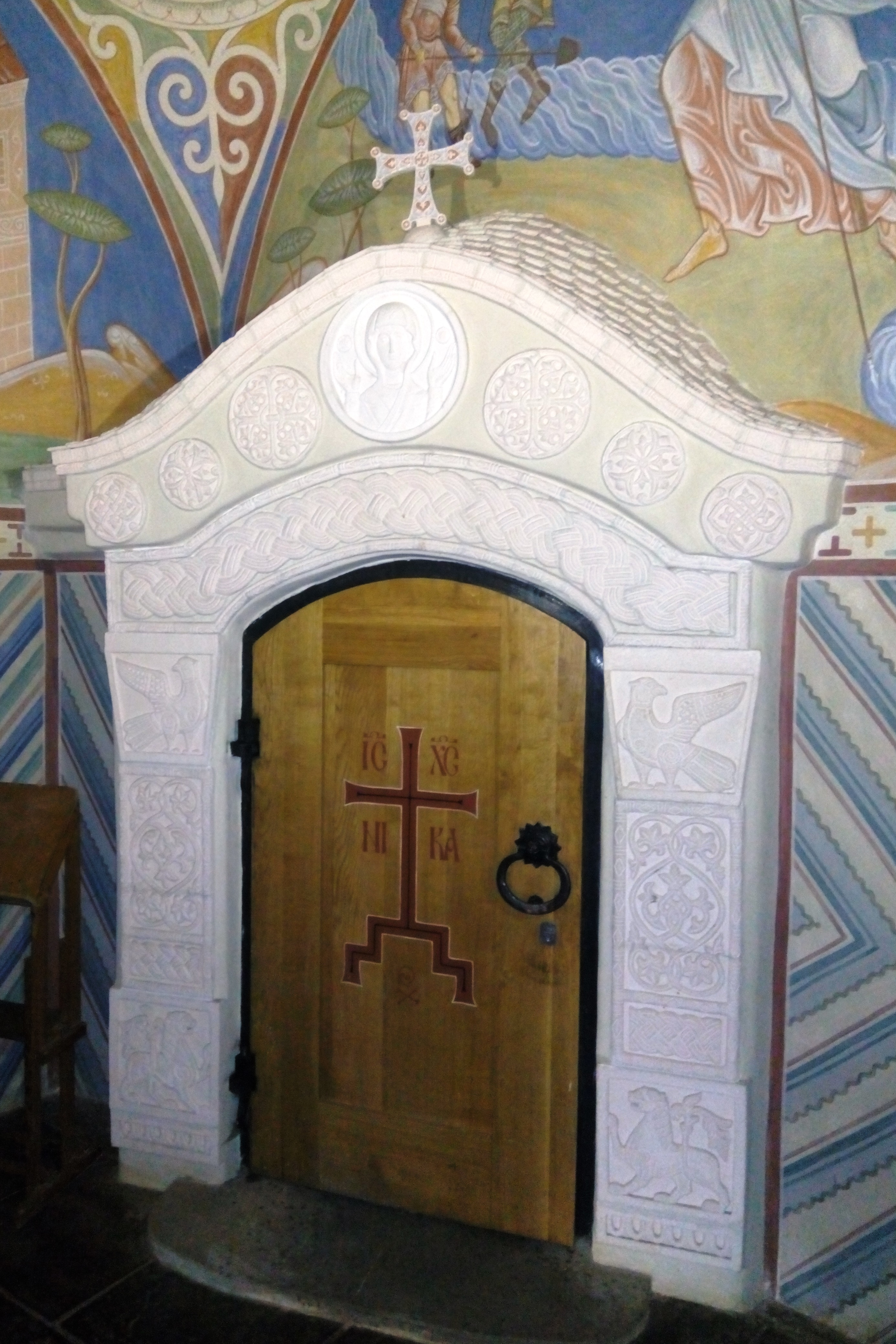
Вихід з печер в монастирі